# Affile
Affìle è un comune italiano di 1 395 abitanti della città metropolitana di Roma Capitale.

## Geografia fisica

### Territorio
Il paese si trova sul versante meridionale dei monti Affilani, in posizione dominante rispetto alla valle dove scorre l'Aniene. La parte storica del paese si trova a 684 metri sul livello del mare.

### Clima
Il clima alterna inverni freddi a estati afose, con piogge che durante sull'anno arrivano a 700–800 mm. Rare le precipitazioni nevose.

## Storia
Antica città (oppidum) del Lazio, probabilmente di fondazione Ernica, trovandosi al confine tra il territorio degli Ernici e degli Equi, viene ricordata come territorio diviso in centurie affidate a privati secondo la Lex Sempronia Agraria di Tiberio Sempronio Gracco del 133 a.C.
Un tratto di muro in opera poligonale sembra attestare la presenza di un centro preromano. Il centro romano, sviluppatosi come colonia, si trovava probabilmente nella zona orientale dell'attuale paese (piazza di San Sebastiano e chiesa di San Pietro), dove sono stati rinvenuti tratti di muri e una cisterna (cicerara) che raccoglie le acque di una sorgente.
Fonti storiche ne attestano l'esistenza nel V, VI ed VIII secolo, fino a quando nel X secolo l'oppida fu donata a Subiaco. Sempre nel X secolo un villaggio era sorto in corrispondenza dell'oppidum romano, dove si trovava già la chiesa di San Pietro. Vi si aggiunsero poi le chiese di Sant'Angelo supra cisternam e di Santa Maria di Affile, parrocchia, quest'ultima, sottoposta al vescovo di Palestrina. Nel territorio si trovavano anche numerose case coloniche sparse.
Al 1013 risale la prima menzione del castello o castrum di Affile, che nel 1084 era in possesso di Ildemondo di Affile. Nel 1109 papa Pasquale II si impossessò del castello, e lo cedette all'abate del monastero di Santa Scolastica a Subiaco. In seguito Ildemondo riottenne in feudo, dall'abate, Affile, a cui si aggiunse anche Ponza (oggi Arcinazzo Romano). Il castello ritornò in potere dell'abbazia nel 1176 e fu in seguito possesso degli Altieri e dei Braschi.

### Simboli
Lo stemma è in uso da secoli e raffigura un tralcio di vite dai grappoli neri con un aspide attorcigliato lungo il tronco. Il gonfalone è un drappo partito di rosso e di bianco.

## Monumenti e luoghi d'interesse

### Architetture religiose

#### Chiesa di San Pietro
Sul colle di San Pietro sorse una chiesa dedicata al santo, già menzionata da papa Gregorio Magno nel VI secolo, come sede di una comunità monastica. Con il progressivo trasferimento dell'abitato sulla collina occidentale dell'attuale centro storico l'antica chiesa assunse sempre più un carattere extraurbano. Subì nel tempo rifacimenti e ricostruzioni, l'ultima delle quali si deve al XV secolo.
Attualmente la chiesa presenta pianta rettangolare (7 x 12 m) coperta da un tetto a capriate, con nicchia absidale sul fondo. Vi si trova un affresco con la Crocifissione tra san Benedetto e un vescovo, piuttosto rovinato. Sulla parete settentrionale, priva di finestre, sono inoltre affreschi con Natività di Gesù, Deposizione dalla Croce, Madonna con Bambino e angeli e Primo miracolo di san Benedetto ad Affile (datati da un'iscrizione dipinta al 1473. Di interesse, nel dipinto che raffigura il miracolo benedettino, la raffigurazione del paese di Affile in quell'epoca.
Agli inizi del XIX secolo nell'area venne creato il cimitero cittadino e la chiesa assunse funzioni cimiteriali, fino allo spostamento del cimitero nella nuova area di "La Cona".

#### Chiesa di Santa Maria
La chiesa viene citata a partire dal 1005 ma la forma attuale si deve a una ricostruzione nel XIII secolo, di cui restano quattro arcate in pietra sorreggenti un tetto ligneo, e a un prolungamento di due campate nel XVI secolo.
La chiesa fu parrocchia dipendente dal vescovo di Palestrina e tale rimase anche dopo lo spostamento del paese sul colle occidentale, che la lasciò al di fuori delle mura cittadine.
La chiesa conserva affreschi del XVI e XVII secolo e tracce di affreschi (raffiguranti due santi) del XIII secolo.

#### Chiesa di Santa Felicita
La chiesa di Santa Felicita, menzionata la prima volta nel 1341, ma venne probabilmente costruita alla fine del secolo precedente, epoca alla quale risale anche il suo campanile. Si trova nel centro dell'abitato medioevale e fu sede delle riunioni della universitas (municipalità) di Affile. Divenne parrocchia al posto della chiesa di Santa Maria nel 1673. Nel 1827-29 la chiesa venne restaurata e ingrandita, con l'aggiunta della navata destra e di una cappella dedicata alla santa martire dove si conservano le sue spoglie.

#### Chiesa dei Santi Sebastiano e Rocco
La chiesa dei Santi Sebastiano e Rocco venne menzionata la prima volta nel 1584. A navata unica, coperta da volta a botte, che maschera una più antica volta a crociera. Sul fondo un affresco cinquecentesco con Madonna tra i santi Sebastiano e Rocco.

#### Cappella della Madonna del Giglio
La piccola struttura sorse nel 1762 a protezione di una immagine sacra della Madonna con Bambino, che secondo la tradizione avrebbe fatto improvvisamente cessare il terremoto del 1759.

### Architetture

#### Sacrario al Soldato
Il "Sacrario al Soldato" è dedicato al maresciallo d'Italia Rodolfo Graziani, sepolto nel locale cimitero; fu inaugurato l'11 agosto 2012 all'interno del Parco Radimonte. Dopo essere venuta a conoscenza che il sacrario sarebbe stato dedicato a Graziani, il 22 aprile 2013 la Regione Lazio bloccò i finanziamenti originariamente chiesti dall'amministrazione di Affile per il completamento del Parco Radimonte e per la "realizzazione di un monumento al soldato".
Il sindaco di Affile, Ercole Viri, il 6 novembre 2017, venne condannato per apologia del fascismo dal Tribunale di Tivoli a una pena di otto mesi di reclusione, e due suoi assessori, Frosoni e Peperoni, a sei mesi di reclusione ciascuno; sentenza confermata dalla Corte d'Appello nel 2019 e poi annullata con rinvio dalla Cassazione il 26 settembre 2020, per prescrizione del reato.

### Siti archeologici
Cisterna romana, con chiesa e monastero
La cisterna romana è costituita da un ambiente rettangolare (3 m x 17 m circa), coperto da una volta a botte, con muri di grande spessore. Tuttora è in parte interrata e riempita d'acqua e se ne conservano gli elevati dei lati meridionale e occidentale, in opera reticolata, mentre gli altri due lati erano forse tagliati nella roccia. L'acqua veniva presa da un'apertura circolare al centro della volta, in seguito tamponata.
Sopra la cisterna le fonti testimoniano la fondazione nel 999, da parte di Ottone III di Sassonia di una chiesa con monastero, dedicata ai santi Michele arcangelo, Benedetto e Adalberto, ma più tardi nota come Sant'Angelo supra cisternam. La chiesa scomparve già nel XVI secolo; un'antica colonna romana attualmente nella cisterna vi era forse stata riutilizzata.
Nei pressi della cisterna si conservano in una cantina i resti di un'altra struttura, con parte dei muri in elevato in opera mista e il pavimento in cocciopesto.
Il castrum
Un impianto fortificato, sorto sulla collina occidentale e indipendente dall'allora abitato della attuale collina di San Pietro, è menzionato a partire dal 1013. Alla fine del secolo ne fu conteso il possesso tra Ildemondo di Affile e l'abbazia, che riprese il controllo del castrum solo nel 1176.
Il castrum venne raffigurato con due torri, in un affresco del XIII secolo nel chiostro del monastero di Santa Scolastica in Subiaco. In una seconda raffigurazione quattrocentesca nella chiesa di San Pietro il castrum mostra un maggior numero di torri e mura possenti che circondano un nucleo abitato interno.
Delle mura restano oggi poche tracce ("porta della Valle" del XIV secolo, con bastione avanzato semicircolare; avancorpo presso il campanile di Santa Felicita del XVII secolo). Le fonti menzionano inoltre una "porta Vipera".

## Società

### Evoluzione demografica
Abitanti censiti

### Etnie e minoranze straniere
Secondo i dati ISTAT al 31 dicembre 2019 la popolazione straniera residente era di 46 persone. Le nazionalità maggiormente rappresentate provenivano da:
- Romania 22 persone
- Perù 8 persone

## Economia

### Cesanese di Affile DOC
È la patria del vitigno autoctono Cesanese di Affile, varietà pregiata del Cesanese, uva tipica laziale a bacca rossa. Il territorio del Comune di Affile costituisce, inoltre, la quasi totalità della zona di produzione dei vini della DOC Cesanese di Affile DOC.

### Costruttori di organi
Tra il XVII e il XIX secolo le famiglie dei Catarinozzi e degli Spadari ebbero una certa notorietà come costruttori di organi: tra le loro opere figurano gli organi dell'abbazia di Montecassino, di Sant'Anna dei Lombardi a Napoli, della Cattedrale di Anagni, della Cattedrale di Sora e della chiesa di Santa Maria in via Lata a Roma.

## Amministrazione

### Sindaci
| Periodo | Periodo   | Primo cittadino    | Partito                                 | Carica                    | Note |
| ------- | --------- | ------------------ | --------------------------------------- | ------------------------- | ---- |
| 1995    | 1999      | Giuseppe Ciuffa    | AN                                      | Sindaco                   |      |
| 1999    | 2002      | Orlando Toscanelli | lista civica                            | Sindaco                   |      |
| 2002    | 2003      | Manlio Francica    |                                         | Commissario Straordinario |      |
| 2003    | 2008      | Diego Moriconi     | lista civica                            | Sindaco                   |      |
| 2008    | 2013      | Ercole Viri        | lista civica                            | Sindaco                   |      |
| 2013    | 2018      | Ercole Viri        | lista civica "Uniti"                    | Sindaco                   |      |
| 2018    | 2023      | Ercole Viri        | lista civica "Insieme Uniti per Affile" | Sindaco                   |      |
| 2023    | in carica | Paolo Pacifici     |                                         | Sindaco                   |      |

### Altre informazioni amministrative
- Fa parte della Comunità montana dell'Aniene

Il Comune di Affile ha aderito alla rete dei Consigli Comunali dei Giovani istituendolo nel 2007.

## Sport

### Calcio
La principale squadra di calcio della città è la S.S.D. Affile che milita nel girone E laziale di 3ª Categoria.

### Rally
Il 21 luglio 2019 le strade di Affile sono state terreno per una prova speciale del 7º Rally di Roma Capitale, gara su asfalto, valevole per il FIA ERC (Campionato Europeo di Rally) e Campionato Italiano di Rally. La prova era denominata "Affile-Bellegra" e aveva una lunghezza di 7,34 km.